# Vincent Lopez
Vincent Lopez (* 30. Dezember 1895 in Brooklyn; † 20. September 1975 in Miami Beach) war ein US-amerikanischer
Jazz-Pianist und Bandleader der Bigband-Ära. 

## Leben und Wirken

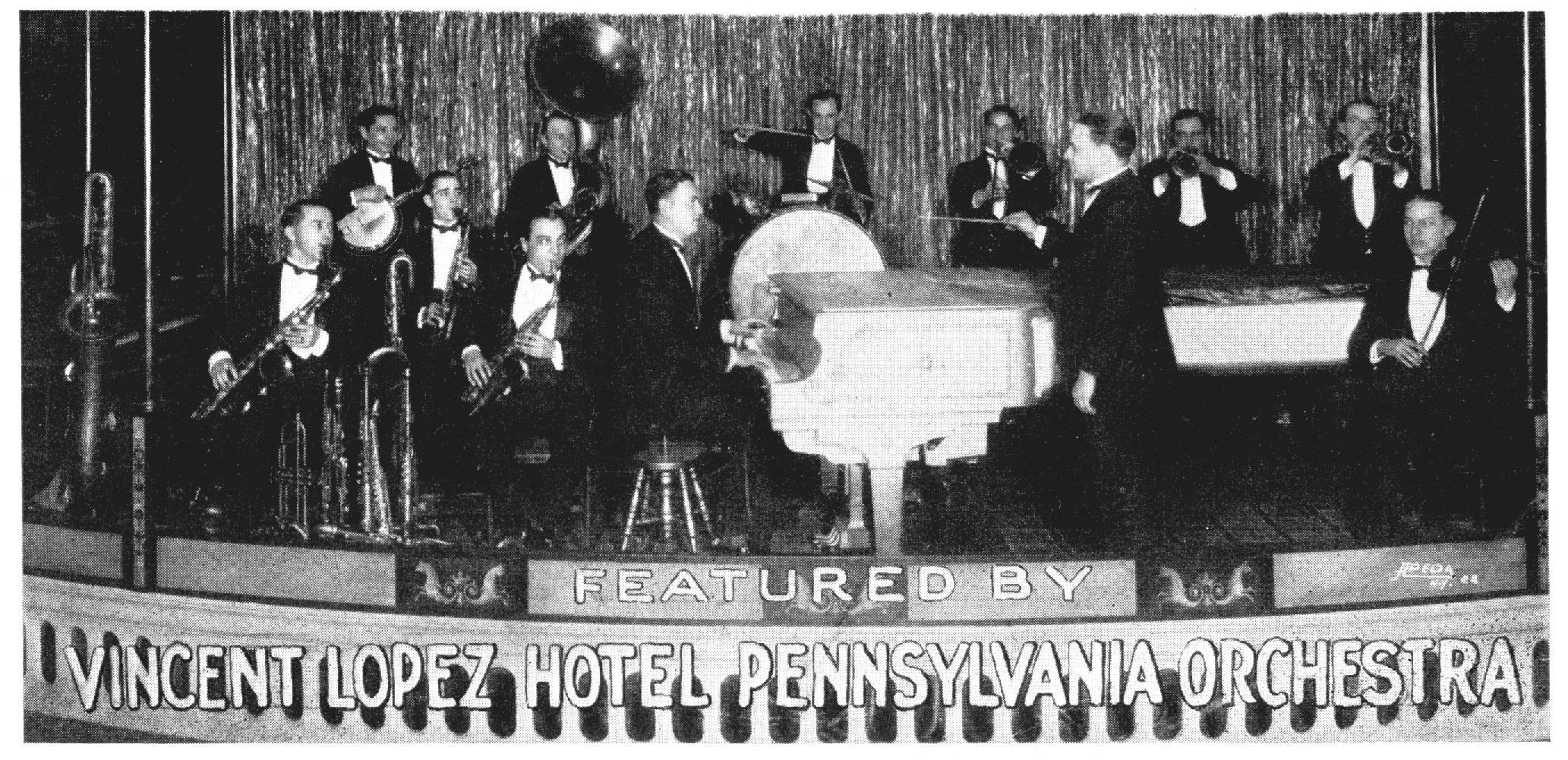
Vincent Lopez und sein Orchester in den frühen 1920ern

Vincent Lopez wurde als Kind von portugiesischen Einwanderern in Brooklyn geboren. Er besuchte für einige Jahre ein Priesterseminar, brach diese Ausbildung jedoch ab, um die Musikerkarriere einzuschlagen. Er leitete um 1917 seine eigene Tanzband, mit der er in New York City spielte. Anfangs folgte er der damals üblichen Praxis, mit verschiedenen Formationen, so unter Vincent Lopez’ Red Caps, Vincent Lopez’ Cadets oder den Vincent Lopez’ Debutants aufzutreten. Er versuchte auch, Guy Lombardos Orchester, als dieses aus Kanada nach New York kam, als ein Lopez Orchester laufen zu lassen.
Ab 1921 wurden seine Auftritte auch im Radio übertragen, dem damals neuen Medium für Unterhaltung. Lopez war einer der Pioniere, die das Radio gezielt nutzten; dadurch gehörte 
das Vincent Lopez Orchester rasch zu den populärsten Bands im Raum New York und bald in den ganzen Vereinigten Staaten; ein Erfolg, der bis in die 1940er Jahre anhielt.
Lopez begann seine Radioprogrammen aus dem Pennsylvania Hotel mit der Ansage: Lopez speaking!; seine Erkennungsmelodie war der Song „Nola“, Felix Arndts Novelty Ragtime Titel aus dem Jahr 1915, mit dem Lopez so sehr identifiziert wurde, dass er sich später gelegentlich darüber lustig machte; so kam in dem kurzen Musikfilm, den sie für Vitaphone produzierten (Vincent Lopez and his Orchestra) der Song 
mit den Zeilen „Down with Nola“ vor. Lopez rivalisierte mit Paul Whiteman und George Olsen um die besten Musiker der Stadt New York; als Whiteman Anfang 1924 sein groß angekündigtes George Gershwin Konzert (Rhapsody in Blue) in der Aeolian Hall gab, antwortete Lopez im selben Jahr mit einem sinfonischen Konzert in der New Yorker Metropolitan Opera. 
1924 ging Lopez mit seinem Orchester auf eine Europa-Tournee; in London traten sie im Capitol Theatre, dem Kit Kat Club und dem Hippodrome auf. Ende 1925 eröffnete er einen Supper Club unter dem Namen Casa Lopez, den er bis März 1928 hielt; durch einen Brand verlor er allerdings viel Geld in diesem Projekt. 
Danach hatte er ein vierjähriges Engagement im St. Regis Hotel; anschließend ging er nach Chicago, spielte im Congress Hotel und auf der Weltausstellung. Er kehrte danach ins St. Regis zurück, verbrachte aber die folgenden Jahre meist außerhalb von New York und spielte u. a. in Miami, Los Angeles, Cincinnati, Cleveland, San Francisco und Los Angeles. Lopez trat auch in dem Musikfilm The Big Broadcast (1932) auf und gehörte zu den ersten Bandleadern, die um 1940 mit den Soundies, den kurzen Musikfilmen arbeiteten. 
In seinen Bands spielten viele später bekannte Musiker, u. a. Vic Berton, Artie Shaw, Xavier Cugat, Jimmy Dorsey, Tommy Dorsey, Mike Mosiello und Glenn Miller. Zu seinen Bandsängern gehörten u. a. Sunny Skylar,  die Keller Sisters and Lynch, Betty Hutton und Marion Hutton. Lopez’ langjähriger Schlagzeuger war Mike Riley, der mit dem Hit „The Music Goes Round and Round“ Erfolg hatte. Als seine Arrangeure wirkten u. a. John Carisi und Joe Mooney.  
Im Jahr 1940 trat Lopez auf der Weltausstellung in New York auf; 1941 begann das Lopez Orchestra ein Engagement im Taft Hotel in Manhattan, das zwanzig Jahre andauern sollte. 
Anfang der 1950er Jahre hatte Vincent Lopez mit der Sängerin Gloria Parker ein gemeinsames Radioprogramm, das aus dem  Taft Hotel unter dem  Titel Shake the Maracas übertragen wurde. Mitte der 1960er Jahre musste Lopez aus gesundheitlichen Gründen die Bigband aufgeben, arbeitete aber noch kurz mit einem kleineren Ensemble weiter. Vincent Lopez starb in Miami Beach, Florida.
Vincent Lopez nahm mit seinem Orchester zahlreiche Schallplatten für die Label Paramount, Okeh, Brunswick, The Hit of the Day und Bluebird Records auf; von Gloria Parker stammen seine Erfolgstitel Early In The Morning, Here Comes That Mood, In Santiago by the Sea, I Learned To Rumba, My Dream Christmas, Shake The Maracas und When Our Country Was Born, die Lopez für Columbia Records einspielte. 
Lopez' flamboyanter Klavierstil beeinflusste später Musiker wie Eddy Duchin und Liberace. Er ist mit einem Stern auf dem Hollywood Walk of Fame  verewigt.